# Philips Avent
 (janvier 2016).
 (octobre 2015).
Philips Avent est une entreprise du secteur puériculture, particulièrement active sur le marché du biberon. Elle propose une large gamme de produits pour l’allaitement, la préparation des repas, des ustensiles pour la sécurité pour les bébés, etc.
Philips Avent est né du rachat d'Avent par le groupe Philips en 2006.

## Historique
En 1982, Edward Atkin, un jeune britannique, à la naissance de son premier enfant, veut améliorer les biberons traditionnels qui présentent plusieurs défauts à l’utilisation : les tétines sont dures et étroites et le récipient instable et difficile à remplir. Il veut repenser le biberon créé des années plus tôt par son père, David Atkin. Il crée un goulot large pour faciliter le remplissage et le nettoyage et ajoute une tétine douce et évasée en silicone sans goût ni odeur. Cette tétine, présentée comme dotée d’un système anti-coliques perfectionné, marque le début de la marque Avent dans l’allaitement et la biberonnerie.
De 1990 à 2000, la marque se diversifie en proposant des stérilisateurs, des chauffe-biberons, des accessoires d’allaitement, des sucettes, des sets de couverts et des tasses, des produits de toilette et une ligne de bagages bébé. La société lance également le premier tire-lait manuel.
En septembre 2006, Philips, rachète Avent à Charterhouse Venture Capital, qui avait lui-même racheté la marque à la famille Atkin en 2005. À partir de 2006, Avent devient Philips Avent.
En 2009, à la suite de la polémique sur le bisphénol A, de nouveaux matériaux[Lesquels ?] sont utilisés pour fabriquer les biberons[réf. nécessaire].
En 2013, la marque lance la gamme Natural, une nouvelle gamme de biberons : la tétine veut imiter davantage la forme du sein pour une tétée naturelle, la bouteille est plus ergonomique et le système anti-coliques est équipé d’une double valve[réf. nécessaire].

## L'usine Avent
L’usine de fabrication Avent se situe dans le Suffolk, une région à l’est de l’Angleterre et représente un investissement de 20 millions de £. 90 % des produits de la marque y sont conçus et fabriqués.